# Довбик, Артём Александрович
Артём Алекса́ндрович До́вбик (укр. Артем Олександрович Довбик; род. 21 июня 1997, Черкассы) — украинский футболист, нападающий итальянского клуба «Рома» и сборной Украины. Участник двух чемпионатов Европы (2020 и 2024).

## Клубная карьера

### Ранние годы
Заниматься футболом Артём начинал в родных Черкассах, выступал за школьную команду, принимал участие в играх турнира «Кожаный мяч». Затем продолжил обучение в местной СДЮШОР, где его первым тренером стал Алексей Блоха. Позже продолжил заниматься с другим наставником — Сергеем Сергиенко. В составе команды своей спортшколы принимал участие в играх ДЮФЛУ. В 2013 году получил приглашение в молодёжную команду харьковского «Металлиста», но во время подготовительных сборов получил травму колена, после чего возвратился в Черкассы. Восстановившись после повреждения, продолжил играть в юношеской команде Черкасс.

### «Черкасский Днепр»
27 июля 2014 года Довбик подписал контракт с «Черкасским Днепром», выступавшим во Второй лиге Украины. 26 июля 2014 года, в гостевом поединке первого тура сезона 2014/15, против команды «Скала» (Стрый), Артём дебютировал в профессиональном футболе, заменив на 71-й минуте Александра Батальского. В этом поединке черкасская команда потерпела поражение со счётом 1:0, после чего был отправлен в отставку её главный тренер Юрий Бакалов. Свой второй официальный матч нападающий сыграл 16 августа. Уже новый наставник команды — Игорь Столовицкий, в домашнем поединке 4 тура против херсонского «Кристалла», выпустил юного игрока в стартовом составе. На 42-й минуте Довбик сравнял счёт в матче, забив свой первый гол в профессиональной карьере, к тому же став самым молодым автором гола в истории профессиональных клубов Черкасс, отличившись забитым мячом в возрасте 17 лет, 1 месяц и 25 дней. В поединке 12 тура, против команды «Арсенал-Киевщина», Артём вышел на замену за три минуты до перерыва и до конца тайма успел дважды отличиться в воротах соперника. Во втором тайме нападающий забил ещё один мяч, оформив свой первый хет-трик во взрослом футболе, а также сделал голевую передачу, таким образим внеся решающий вклад в разгром соперника. Результативная игра 17 летнего футболиста не осталась без внимания селекционеров клубов украинской Премьер лиги. После завершения осенней части первенства, Довбик прибыл на просмотр в киевское «Динамо». Но до заключения соглашения со столичной командой дело не дошло и до завершения сезона нападающий выступал за «Черкасский Днепр».

### «Днепр»
Летом 2015 года Довбик подписал годичный контракт с днепровским «Днепром», сразу же отправившись с первой командой на подготовительные сборы в Голландию. Но в стартовавшем чемпионате, тренер днепрян Мирон Маркевич больше доверял опытным легионерам, а 18-летний нападающий выступал за молодёжную команду, сыграв за основной состав лишь в кубковом поединке против донецкого «Олимпика».
Сыграв за дублирующий состав 12 матчей и отличившись голом в воротах сверстников из киевского «Динамо», вторую часть сезона Артём провёл на правах аренды в молдавской «Заре». В апреле 2016 года отправившись расположение клуба из города Бельцы, который тренировал украинский специалист Игорь Рахаев. За свою новую команду молодой футболист практически не играл, приняв участие только в 3 поединках элитного дивизиона Молдавии и одном кубковом матче. 31 мая 2016 года у Довбика одновременно закончился срок действия, как арендного соглашения, так и контракта с «Днепром».
Подготовку к сезону 2016/17 футболист провёл в клубе украинской Премьер лиги «Волынь», но из-за запрета на трансферную деятельность для луцкого клуба, вынужден был покинуть команду, возвратившись в «Днепр», с которым в начале августа 2016 года подписал новый контракт, а уже 13 августа, в поединке «Днепр» — «Ворскла», Довбик дебютировал в украинском элитном дивизионе, заменив после перерыва своего одноклубника Дениса Баланюка. В сезоне 2016/17 Артём стал одним из лучших футболистов и лучшим молодым игроком УПЛ нескольких месяцев. Но, несмотря на блестящую игру молодого футболиста, «Днепр», во многом из-за снятия очков за неуплату долгов перед бывшим тренерским штабом «днепрян» во главе с Хуанде Рамосом, впервые в истории покинул высший дивизион Украины, выбыв в Первую лигу. Но ФИФА за те же долги понизила «Днепр» ещё ниже, во Вторую лигу. По окончании сезона 2016/17 Довбик покинул клуб. Но через месяц вернулся, отыграв половину сезона, и, став лучшим бомбардиром «Днепра» в первой половине сезона, 5 декабря 2017 покинул клуб.

### «Мидтьюлланн»
31 января 2018 года подписал контракт с датским «Мидтьюлланном». За полсезона успел наиграть 10 матчей и забить 1 гол, стал чемпионом Дании.
2 сентября 2019 года ушёл
в аренду в другой датский клуб — «Сённерйюск» (до конца сезона 2019/20), в составе которого стал обладателем Кубка Дании.

### «Днепр-1»
Летом 2020 года Артём вернулся в Украину, подписав контракт с «Днепром-1».

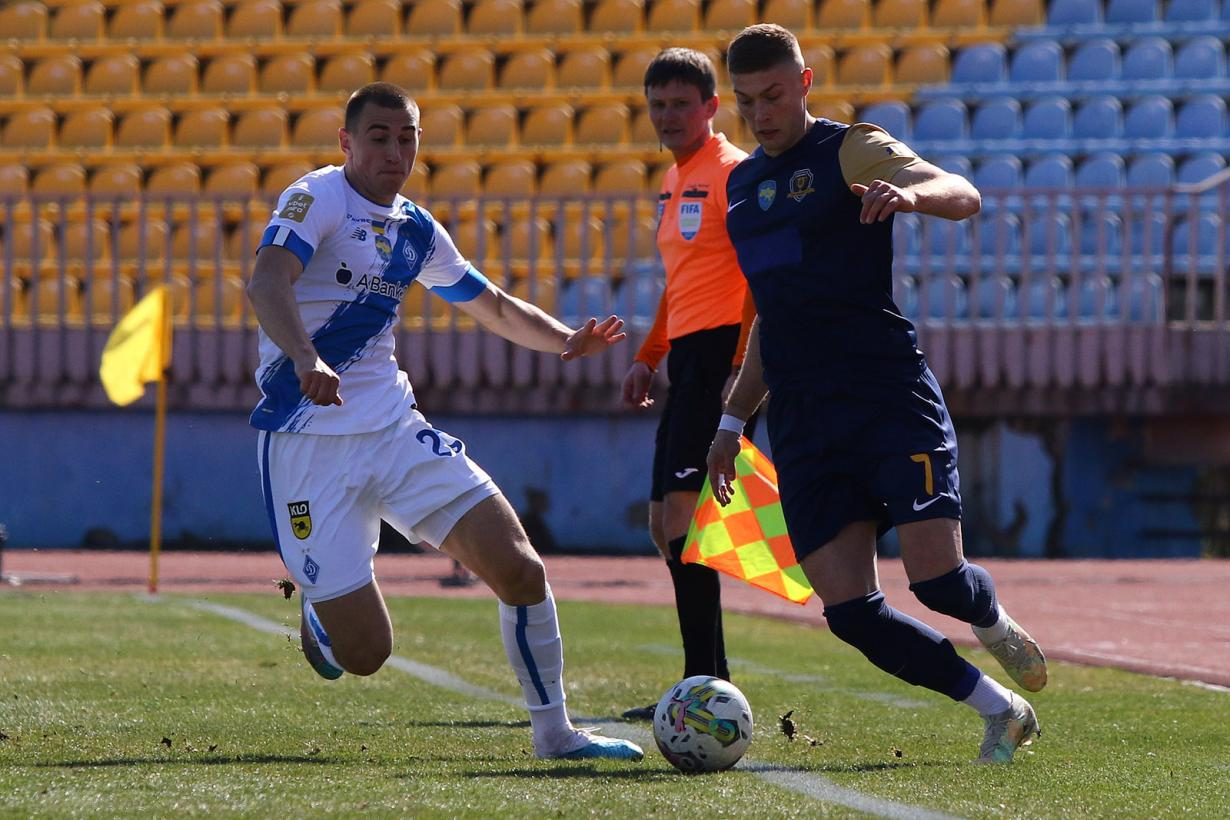
Довбик (справа) в составе «Днепра-1»

14 сентября 2022 года в матче второго тура Лиги конференций УЕФА против «Аполлона» отметился двумя голами и голевой передачей (3:1), которые стали для него дебютными в еврокубках. По итогу, Довбик стал лучшим бомбардиром группового раунда розыгрыша турнира 2022/23, записав на свой счёт 5 мячей. Благодаря результативности форварда «Днепр-1» смог занять второе место в группе и выйти в плей-оф.
16 ноября 2022 года был признан лучшим игроком УПЛ за октябрь 2022 года. 2 апреля 2023 года в 19-м туре чемпионата Украины оформил хет-трик в ворота харьковского «Металлиста 1925», который стал для него третьим в сезоне 2022/23. Артём стал 3 футболистом, который сделал три хет-трика на протяжении одного розыгрыша высшего дивизиона чемпионата Украины, после Сергея Реброва и Александра Косырина. Чемпионат Украины 2022/23 завершил с показателем в 24 мяча, став лучшим бомбардиром турнира.

### «Жирона»
В августе 2023 года за 7 млн евро (50 % контракта) перешёл в испанскую «Жирону», срок контракта был рассчитан на 5 лет, трансфер стал самым крупным в истории клуба. Сумма распределена между украинским клубом и «Мидтьюлланном», где форвард ранее выступал.
12 августа 2023 года в дебютном матче в Ла Лиге против «Реал Сосьедада», отличился голом с передачи партнёра по сборной Украины Виктора Цыганкова. 23 сентября 2023 года в поединке против «Мальорки» отметился голом и головой передачей. 22 октября 2023 года в матче против «Альмерии» оформил первый дубль за клуб и обеспечил победу своей команде со счётом 5:2. 4 ноября 2023 года отметился голом и отдал две голевые передачи в поединке с «Осасуной» (2:4). 18 декабря 2023 года забил два мяча в ворота «Алавеса» (3:0), достигнув отметки в 10 голов в Ла Лиге. Для этого ему потребовалось 16 матчей, что позволило Довбику стать одним из самых успешных бомбардиров-новичков испанского чемпионата в XXI веке. Был признан лучшим игроком месяца Ла Лиги в декабре, став первым украинским легионером, когда-либо получавшим эту награду. 22 января 2024 года в 21-м туре он сделал свой первый хет-трик за «жиронцев», на что ушло всего 6 минут, поразив ворота «Севильи». Всего в сезоне 2023/24 Артём сыграл 36 матчей за «бело-красных», в которых забил 24 гола став лучшим
бомбардиром чемпионата, а также отдал 8 голевых передач, чем помог «Жироне» занять сенсационное 3-е место в Ла Лиге. Издание Marca включило Довбика в символическую сборную открытий сезона. Попал в число 30 номинантов France Football на «Золотой мяч» 2024 года.

### «Рома»
2 августа 2024 года Довбик перешёл в итальянский клуб «Рома» за 30,5 миллионов евро. 18 августа 2024 года дебютировал в Серии А в матче против «Кальяри». 15 сентября в поединке против «Дженоа» забил свой первый гол за римлян. 26 сентября в матче с «Атлетик Бильбао» отметился дебютным голом в рамках Лиги Европы УЕФА. 18 декабря 2024 года в матче против «Сампдории» оформил свои первые голы в Кубке Италии и первый дубль за «Рому», что позволило клубу выиграть 4:1. 16 марта 2025 года в матче с «Кальяри» Довбик забил десятый мяч в чемпионате Италии
2024/25, благодаря чему стал третьим игроком «Ромы» в XXI веке, который забил 10+ голов в дебютном сезоне (после Борхи Майораля и Тэмми Абрахама). Был признан лучшим игроком месяца Серии А в марте, забив три решающих мяча, которые принесли римлянам девять очков. Сезон 2024/25 Артём завершил с показателем 17 голов и 4 ассиста во всех турнирах.

## Карьера в сборной
С 2015 по 2018 год выступал за юношеские и молодёжные сборные Украины.
23 мая 2017 года Довбик впервые получил приглашение в национальную сборную Украины. Артём получил приглашение на контрольный матч против сборной Мальты и матч отбора на Чемпионат мира 2018 против Финляндии. Но в обоих матчах Артём на поле не вышел.

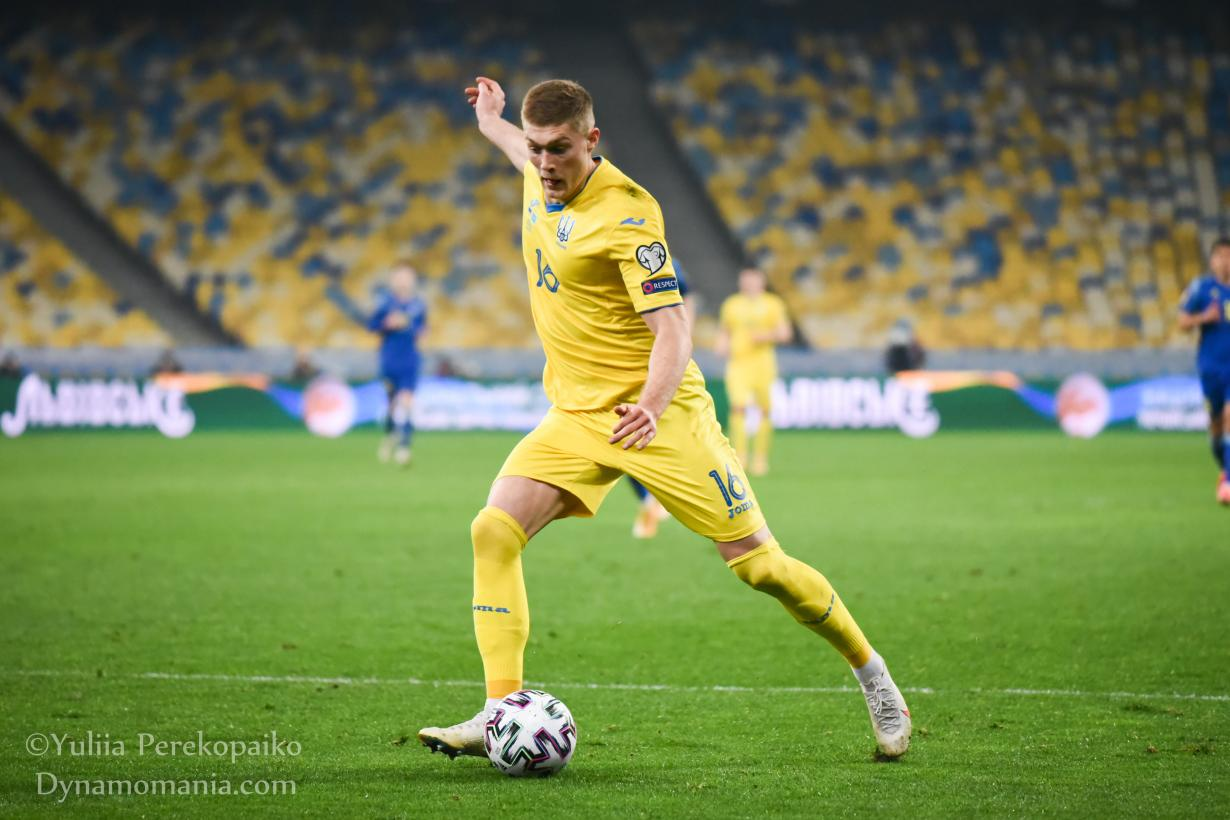
Довбик в составе сборной Украины

21 марта 2021 года был довызван в состав сборной Украины главным тренером Андреем Шевченко для участия в матчах отборочного турнира чемпионата мира 2022 против сборных Франции, Финляндии и Казахстана из-за травм Артема Беседина и Виктора Цыганкова. 31 марта 2021 года дебютировал в сборной Украины в домашнем матче третьего тура отборочного турнира чемпионата мира 2022 против сборной Казахстана (1:1), выйдя на замену на 81-й минуте вместо Николая Шапаренко.
1 июня 2021 года был включён в официальную заявку сборной Украины главным тренером Андреем Шевченко для участия в матчах чемпионата Европы 2020 года (проводился в 2021 году). В матче 1/8 финала против сборной Швеции на 121-й минуте дополнительного времени забил победный гол, что позволило сборной Украины впервые выйти в 1/4 финала чемпионата Европы.
16 ноября 2021 года в рамках группового этапа отбора на ЧМ-2022, отметился голом в поединке со сборной Боснии и Герцеговины. 1 июня 2022 года в стыковом матче плей-офф европейского отбора против сборной Шотландии также забил мяч, а сборная Украины одержала победу 3:1.
Участник чемпионата Европы по футболу 2024 года. Принял участие во всех трёх матчах сборной Украины на турнире.

## Статистика

### Клубная
| Выступление      | Выступление      | Выступление      | Лига | Лига | Кубок | Кубок | Еврокубки | Еврокубки | Прочие | Прочие | Итого | Итого |
| Клуб             | Лига             | Сезон            | Игры | Голы | Игры  | Голы  | Игры      | Голы      | Игры   | Голы   | Игры  | Голы  |
| ---------------- | ---------------- | ---------------- | ---- | ---- | ----- | ----- | --------- | --------- | ------ | ------ | ----- | ----- |
| Черкасский Днепр | Вторая лига      | 2014/15          | 20   | 7    | 1     | 0     | 0         | 0         | 0      | 0      | 21    | 7     |
| Черкасский Днепр | Итого            | Итого            | 20   | 7    | 1     | 0     | 0         | 0         | 0      | 0      | 21    | 7     |
| Заря (Бельцы)    | Супер Лига       | 2015/16          | 3    | 0    | 0     | 0     | 0         | 0         | 0      | 0      | 3     | 0     |
| Заря (Бельцы)    | Итого            | Итого            | 3    | 0    | 0     | 0     | 0         | 0         | 0      | 0      | 3     | 0     |
| Днепр            | Премьер-лига     | 2015/16          | 0    | 0    | 1     | 0     | 0         | 0         | 0      | 0      | 1     | 0     |
| Днепр            | Премьер-лига     | 2016/17          | 22   | 6    | 1     | 0     | 0         | 0         | 0      | 0      | 23    | 6     |
| Днепр            | Вторая лига      | 2017/18          | 13   | 12   | 0     | 0     | 0         | 0         | 0      | 0      | 13    | 12    |
| Днепр            | Итого            | Итого            | 35   | 18   | 2     | 0     | 0         | 0         | 0      | 0      | 37    | 18    |
| Мидтьюлланн      | Суперлига        | 2017/18          | 10   | 1    | 2     | 0     | 0         | 0         | 0      | 0      | 12    | 1     |
| Мидтьюлланн      | Суперлига        | 2018/19          | 5    | 0    | 1     | 0     | 0         | 0         | 0      | 0      | 6     | 0     |
| Мидтьюлланн      | Суперлига        | 2019/20          | 3    | 0    | 0     | 0     | 1         | 0         | 0      | 0      | 4     | 0     |
| Мидтьюлланн      | Итого            | Итого            | 18   | 1    | 3     | 0     | 1         | 0         | 0      | 0      | 22    | 1     |
| Сённерйюск       | Суперлига        | 2019/20          | 18   | 2    | 5     | 2     | 0         | 0         | 0      | 0      | 23    | 4     |
| Сённерйюск       | Итого            | Итого            | 18   | 2    | 5     | 2     | 0         | 0         | 0      | 0      | 23    | 4     |
| Днепр-1          | Премьер-лига     | 2020/21          | 24   | 6    | 3     | 4     | 0         | 0         | 0      | 0      | 27    | 10    |
| Днепр-1          | Премьер-лига     | 2021/22          | 17   | 14   | 1     | 0     | 0         | 0         | 0      | 0      | 18    | 14    |
| Днепр-1          | Премьер-лига     | 2022/23          | 30   | 24   | 0     | 0     | 9         | 5         | 0      | 0      | 39    | 29    |
| Днепр-1          | Премьер-лига     | 2023/24          | 0    | 0    | 0     | 0     | 2         | 1         | 0      | 0      | 2     | 1     |
| Днепр-1          | Итого            | Итого            | 71   | 44   | 4     | 4     | 11        | 6         | 0      | 0      | 86    | 54    |
| Жирона           | Примера          | 2023/24          | 36   | 24   | 3     | 0     | 0         | 0         | 0      | 0      | 39    | 24    |
| Жирона           | Итого            | Итого            | 36   | 24   | 3     | 0     | 0         | 0         | 0      | 0      | 39    | 24    |
| Рома             | Серия А          | 2024/25          | 20   | 8    | 1     | 2     | 7         | 2         | 0      | 0      | 28    | 12    |
| Рома             | Итого            | Итого            | 20   | 8    | 1     | 2     | 7         | 2         | 0      | 0      | 28    | 12    |
| Всего за карьеру | Всего за карьеру | Всего за карьеру | 221  | 104  | 19    | 8     | 19        | 8         | 0      | 0      | 259   | 120   |

### Международная
| Сборная          | Сезон            | Товарищеские | Товарищеские | Официальные | Официальные | Итого | Итого |
| Сборная          | Сезон            | Игры         | Голы         | Игры        | Голы        | Игры  | Голы  |
| ---------------- | ---------------- | ------------ | ------------ | ----------- | ----------- | ----- | ----- |
| Украина          |                  |              |              |             |             |       |       |
| 2021             | 2                | 0            | 4            | 2           | 6           | 2     |       |
| 2022             | 0                | 0            | 8            | 4           | 8           | 4     |       |
| 2023             | 1                | 0            | 8            | 1           | 9           | 1     |       |
| Всего за карьеру | Всего за карьеру | 3            | 0            | 20          | 7           | 23    | 7     |

### Матчи за сборную
| №  | Дата             | Оппонент             | Счёт | Голы | Передачи | Карточки | Минуты | Соревнование             |
| -- | ---------------- | -------------------- | ---- | ---- | -------- | -------- | ------ | ------------------------ |
| 1  | 31 марта 2021    | Казахстан            | 1:1  | —    | —        | —        | 9'     | Отборочные матчи ЧМ-2022 |
| 2  | 23 мая 2021      | Бахрейн              | 1:1  | —    | 1        | —        | 45'    | Товарищеский матч        |
| 3  | 29 июня 2021     | Швеция               | 2:1  | 1    | —        | 120'     | 14'    | Финальные матчи ЧЕ-2020  |
| 4  | 9 октября 2021   | Финляндия            | 2:1  | —    | —        | —        | 4'     | Отборочные матчи ЧМ-2022 |
| 5  | 11 ноября 2021   | Болгария             | 1:1  | —    | —        | —        | 45'    | Товарищеский матч        |
| 6  | 16 ноября 2021   | Босния и Герцеговина | 2:0  | 1    | —        | —        | 15'    | Отборочные матчи ЧМ-2022 |
| 7  | 1 июня 2021      | Шотландия            | 3:1  | 1    | —        | —        | 12'    | Стыковые матчи ЧМ-2022   |
| 8  | 5 июня 2021      | Уэльс                | 0:1  | —    | —        | —        | 13'    | Стыковые матчи ЧМ-2022   |
| 9  | 8 июня 2022      | Ирландия             | 1:0  | —    | —        | —        | 80'    | Лига наций УЕФА 2022/23  |
| 10 | 11 июня 2022     | Армения              | 3:0  | —    | —        | —        | 20'    | Лига наций УЕФА 2022/23  |
| 11 | 14 июня 2022     | Ирландия             | 1:1  | 1    | —        | —        | 73'    | Лига наций УЕФА 2022/23  |
| 12 | 21 сентября 2022 | Шотландия            | 0:3  | —    | —        | —        | 67'    | Лига наций УЕФА 2022/23  |
| 13 | 24 сентября 2022 | Армения              | 5:0  | 2    | 1        | —        | 24'    | Лига наций УЕФА 2022/23  |
| 14 | 27 сентября 2022 | Шотландия            | 0:0  | —    | —        | —        | 75'    | Лига наций УЕФА 2022/23  |

Итого: 14 матчей, 6 голов, 2 передачи / 7 побед, 5 ничьих, 2 поражения.

## Достижения

### Командные
«Черкасский Днепр»
- Победитель Второй лиги Украины: 2014/15

«Заря» (Бельцы)
- Обладатель Кубка Молдавии: 2015/16

«Мидтьюлланн»
- Чемпион Дании: 2017/18
- Обладатель Кубка Дании: 2018/19

«Сённерйюск»
- Обладатель Кубка Дании: 2019/20

### Личные
- Футболист года в Украине: 2023[35]
- Лучший молодой игрок украинской Премьер-лиги сезона 2016/17[36]
- Футболист года в чемпионате Украины (2): 2021, 2022
- Лучший бомбардир чемпионата Украины (2): 2021/22, 2022/23
- Лучший бомбардир чемпионата Испании: 2023/24
- Игрок месяца УПЛ (5): август 2021, ноябрь 2021, октябрь 2022[16], ноябрь-декабрь 2022[37], апрель 2023[38]
- Игрок месяца Ла Лиги: декабрь 2023[24]
- Игрок месяца Серии A: март 2025[39]
- Лучший игрок месяца в «Жироне» (4): ноябрь 2023[40], декабрь 2023[41], январь 2024[42], март 2024
- Лучший игрок сезона в «Жироне»: 2023/24
- Вошёл в символическую сборную Ла Лиги: 2023/24[43]
- Член бомбардирского Клуба Олега Блохина: 105 забитых мячей.

## Личная жизнь
Жена — Юлия Черненко. 2 августа 2022 года родилась дочь Кира.